# Dunshaughlin
Dunshaughlin (irisch Dún Seachlainn oder lokal irisch Domhnach Seachnaill, Bedeutung: Seachnaills Burg) ist ein Ort im County Meath in der Republik Irland. Dunshaughlin liegt etwa 30 km nordwestlich von Dublin und seine Bevölkerungszahl wuchs ständig von 2139 im Jahr 1996 auf mittlerweile (2022) 6644 Einwohner.

## Geschichte
Dún Seachlainn ist nach der irischen „Placenames Order“ von 1975 der offizielle gälische Name, während Domhnach Seachnaill lokal von den Einheimischen verwendet wird. Beide Namen sind urkundlich überliefert, Dún Seachlainn in weltlichen  und Domhnach Seachnaill in kirchlichen Schriften. Der Ortsname bezieht sich auf den Heiligen Seachnaill, einem Zeitgenossen des Heiligen Patrick, der hier im 5. Jahrhundert eine Kirche errichtete.
Die ältesten Familien am Ort sind die Muintir Uí Fhloinn und die Muintir Uí Mhuirí, die beide ihre Ursprünge bis 1550 zurückverfolgen können.

## Verkehr
Die Nationalstraße N3 verlief direkt durch Dunshaughlin. Die neu erbaute Autobahn M3 führt jetzt am Ort vorbei und die ehemalige N3 wurde zur Regionalstraße R147 zurückgestuft. Die Straße Regionalstraße R125 kreuzt diese und verläuft durch den Ort von Ost nach West. Die Stadt ist mit dem Bus-Service Bus Éireann an Dublin angebunden.

## Schulen
- St. Seachnaill’s National School
- Gaelscoil na Ríthe
- Dunshaughlin Community College
- Centre for European Schooling, anerkannte Europäische Schule

## Sport
Es gibt Gaelic Football Teams sowohl der Männer als auch der Frauen. Außerdem gibt es Fußball, Tennis, Golf und Leichtathletik im Ort.

## Persönlichkeiten
- William Johnson, 1. Baronet (1715–1774), Händler, Politiker und General
- Siobhan Fahey (* 1958), Rocksängerin